# تيكن (فلم 1998)
تيكن (باليابانية: 鉄拳) هو فيلم صور المتحركة ياباني مستوحى من لعبة الفيديو تيكين نامكو التي أنتجت في عام 1998 من قبل شركة سوني ميوزيك . صدر أصلا في اليابان باعتبارها حلقات OVA لمدة عامين، أنتجت التكيف ADV أفلام باللغة الإنجليزية، والتي جعلته من الحلقات إلى فيلم مدته ساعة واحدة.

## وصلات خارجية
- مقالات تستعمل روابط فنية بلا صلة مع ويكي بيانات
- تيكن (فلم 1998)  في شبكة أخبار الأنمي